# Ferman
Ferman (tur. fermān od staroprezijskog framānā) u Osmanskom Carstvu pisana sultanova naredba, zapovijed, dekret ili diploma. Ona je sadržavala odluke, uredbe i naredbe od državnog značaja. Fermani su regulirali vojna, svjetovna i šerijatska pitanja, a najčešće su pisani posebnim arapskim pismom divanijom. U osmanskoj državi mogli su ga izdavati i veziri. Sultan je ferman potvrđivao tugrom.
U 15. i 16. stoljeću nalazimo i fermane pisane ćirilićnim pismom koji se odnose na dijelove Balkanskog poluotoka. Mnogi od tih dokumenata se čuvaju u Dubrovačkom arhivu.